# 게이큐 쓰루미역
게이큐 쓰루미역(일본어: 京急鶴見駅, けいきゅうつるみえき)(영어: Keikyū Tsurumi Station)은 일본 가나가와현 요코하마시 쓰루미구에 위치한 철도역이다.

## 역 구조
단선 승강장 1면 1선과 섬식 승강장 1면 2선이 혼합된 형태의 고가역. 총 2면 3선의 구조이고, 승강장은 3층, 개찰구는 2층에 위치한다. 상행선은 대피가 가능한 구조여서, 낮 시간 때의 보통 열차는 당역에서 공항 특급을 대피시킨다. 고가화 공사 중이어서 현재의 3번 선을 상행선으로, 2번 선을 하행선으로 이용하고 있다.

### 승강장
| 1    | ■ 본선 | 요코하마・즈시·하야마・우라가・미사키구치 방면                                                    |
| 2・3 | ■ 본선 | 게이큐 가와사키・게이큐 가마타・하네다 공항・시나가와・센가쿠지 방면 도영 지하철 아사쿠사 선 방면 |

## 역세권 정보
- 쓰루미역(동일본 여객철도(JR동일본) 게이힌 도호쿠 선・쓰루미 선)
- 쓰루미 구청
- 쓰루미 소방서
- 쓰루미 도서관
- 쓰루미 세무서
- 쓰루미 경찰서
- 쓰루미 우체국
- 쓰루미 역전 우체국
- 쓰루미 신사
- 쓰루미 대학
- 국도 제15호선

## 역사
- 1905년 12월 24일: 쓰루미 정류장으로서 영업 개시.
- 1925년 11월 1일: 게이힌 쓰루미 역에 명칭을 변경.
- 1981년 3월 30일: 고가화에 따라서 대피선이 완성됨.
- 1987년 6월 1일: 게이큐 쓰루미 역에 명칭을 변경.
- 1999년 7월 31일: 게이큐 선의 다이어 개정으로 게이큐 가마타 ~ 신즈시 간 급행 운행이 사라지고 보통 열차만 정차역이 됨.
- 2010년 5월 16일: 다이어 개정에 의해 에어포트 급행 정차역이 됨.

## 갤러리

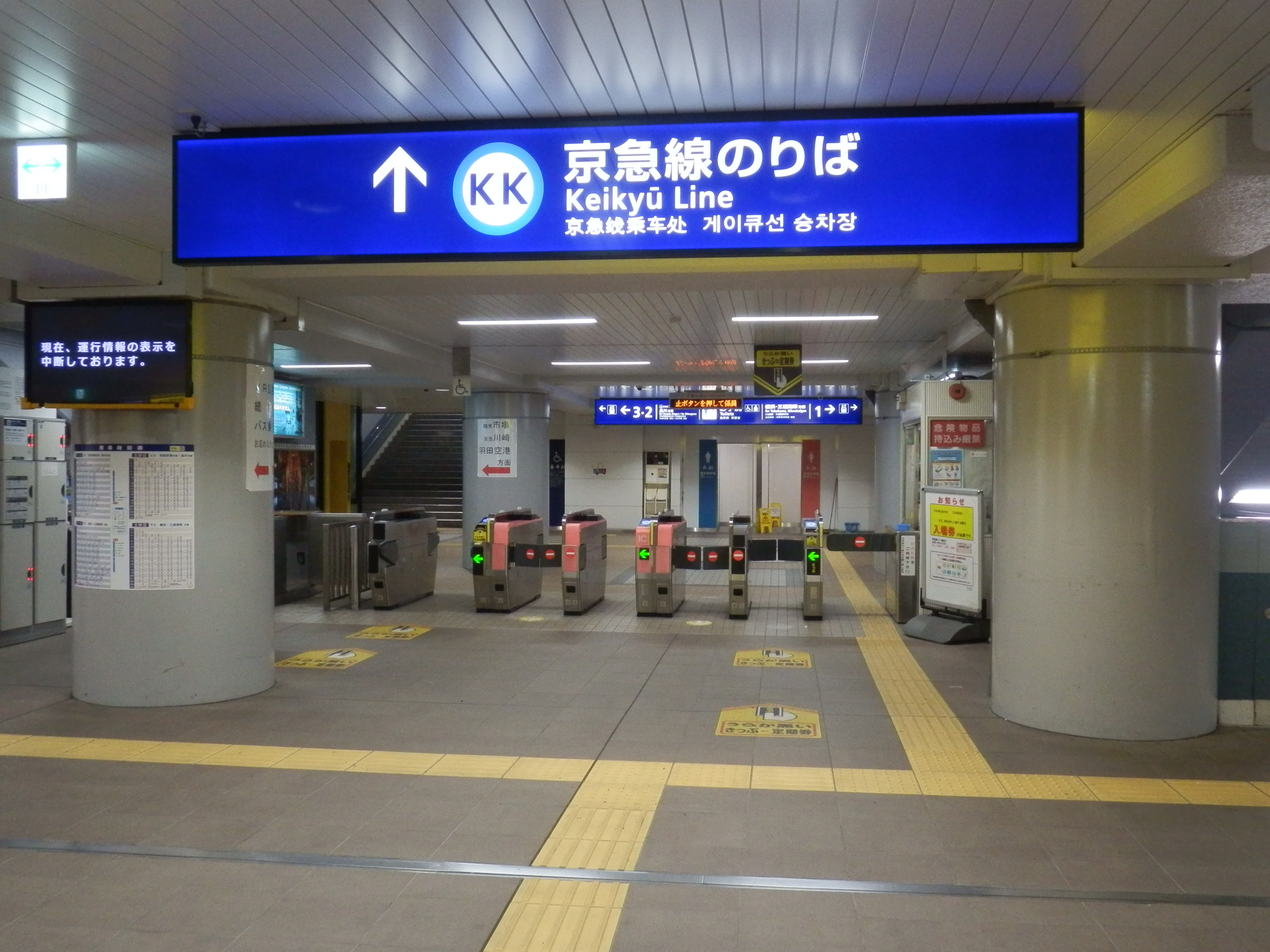
개찰구 (2018년 12월 9일)
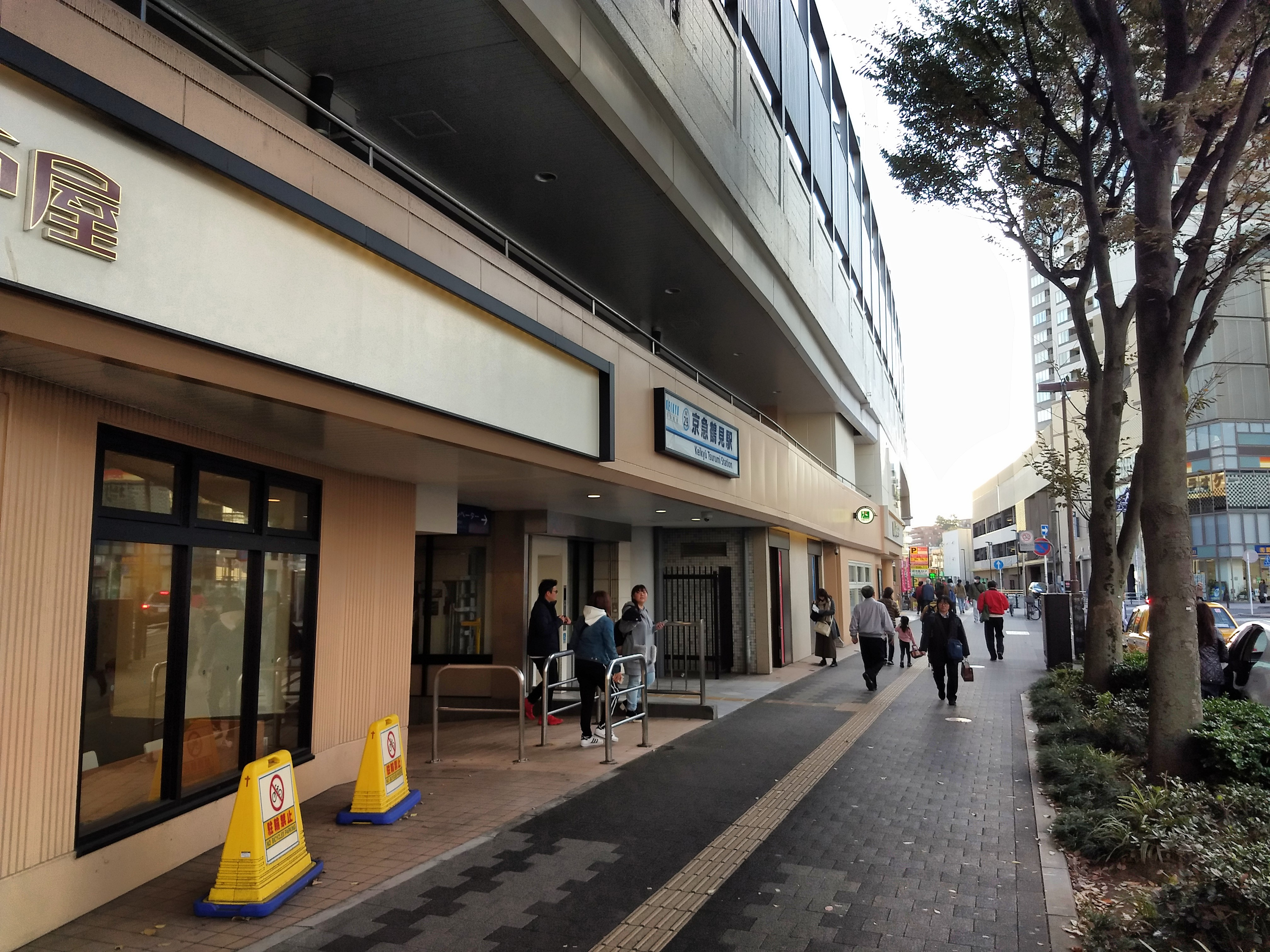
서쪽 출구 (2018년 11월 23일)
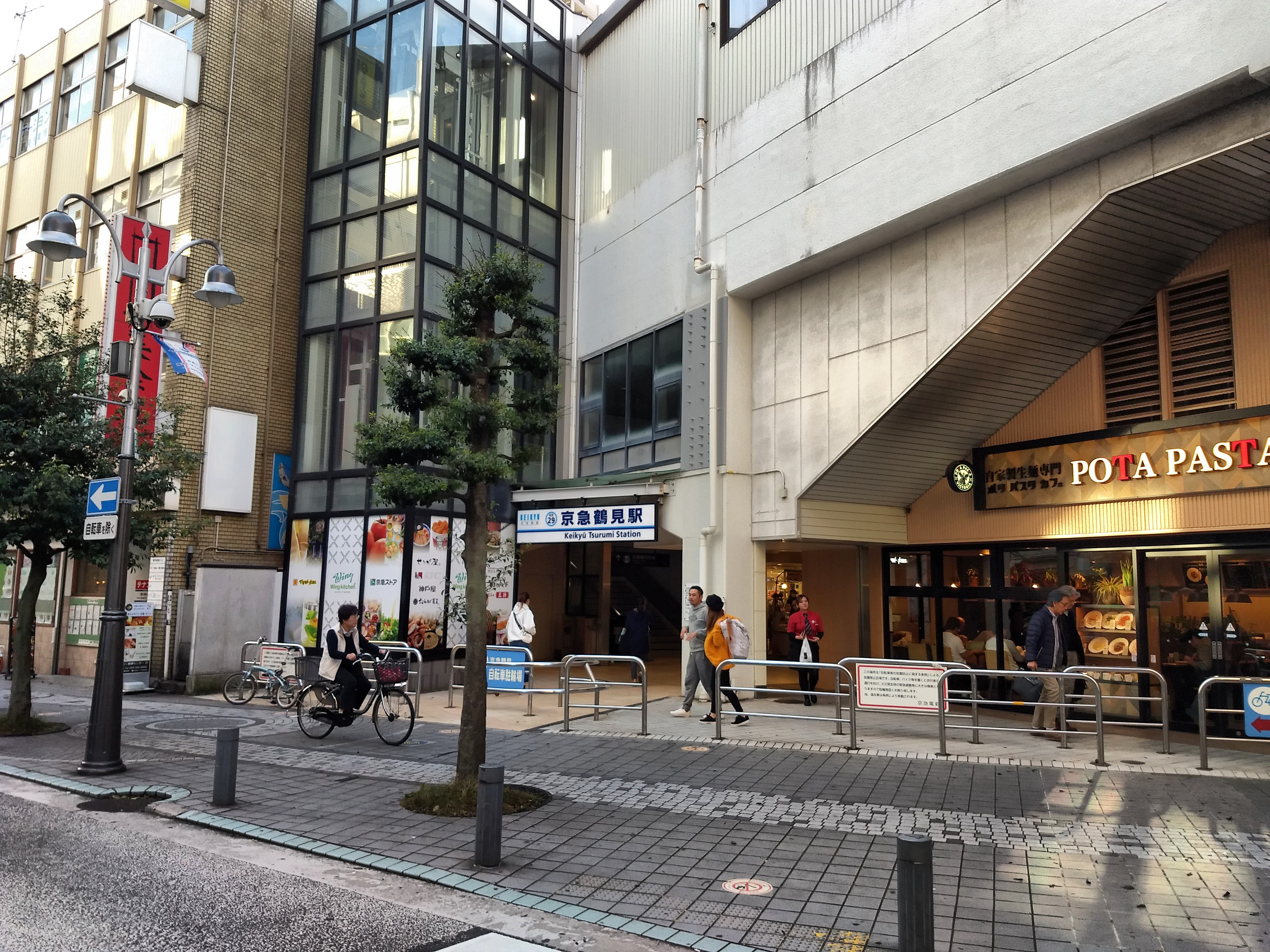
동쪽 출구 (2018년 11월 23일)
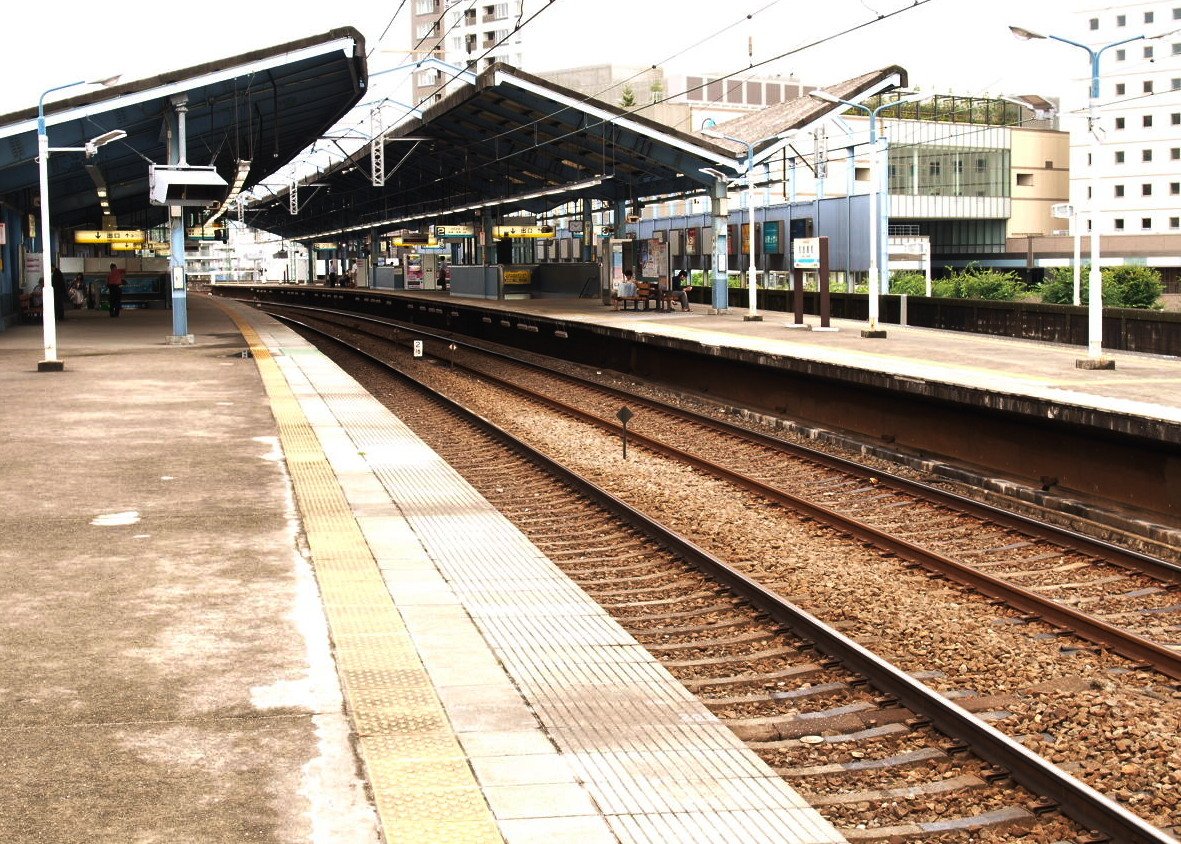
승강장 (2010년 8월 9일)

## 인접역
| 게이힌 급행 전철 ■ 본선                             | 게이힌 급행 전철 ■ 본선 | 게이힌 급행 전철 ■ 본선              |
| --------------------------------------------------- | ----------------------- | ------------------------------------ |
| KK20 게이큐 가와사키 하네다 공항 제1·제2터미널 방면 | ■ 에어포트 급행         | 가나가와신마치 KK34 즈시·하야마 방면 |
| KK28 쓰루미이치바 시나가와 방면                     | ■ 보통                  | 가게쓰소지지 KK30 우라가 방면        |